# Бренок, Михаил Андреевич
Михаил Андреевич Бренок (? — 08 сентября 1380) — ближний боярин и любимец великого князя Дмитрия Ивановича Донского, родоначальник дворянских родов Челищевы, Панцыревы и Глазатовы.
Отец, Андрей Фёдорович (Максимович), крестник великого московского князя Ивана Даниловича Калиты, мать княжна Углицкая (?).

## Биография
По преданию, перед началом Куликовской битвы (8 сентября 1380), по настоянию бояр, великий князь Дмитрий Иванович решил скрыть свой сан во время боя, возложив свои великокняжеские знаки отличия на Михаила Андреевича (Челищев-Бренок), с которым имел  внешнее сходство. Он отдал боярину Михаилу Андреевичу своего коня, доспехи и облачение, повелел своему рынде носить перед ним чёрное великокняжеское знамя, с изображением лика Христа Спасителя.
Михаил Андреевич, находясь во главе великокняжеского полка, зарублен татарами хана Мамая и найден мёртвым под чёрным знаменем. Великий князь Дмитрий Иванович оплакивал гибель боярина, благодаря мужеству и самопожертвованию которого была спасена его жизнь и обеспечен победоносный исход боя.
Погребён Михаил Андреевич Бренок в монастыре Николы Угрешского.

## Семья
Сын: Фёдор Михайлович Чело, получивший прозвание от великого князя за то, что отец его был убит в бою раною в чело (голову), боярин у великого князя Василия II Васильевича Тёмного (1425—1462).